# Carola Bauckholt
Carola Bauckholt (Krefeld, 21 augustus 1959) is een Duits componiste en uitgeefster en maakster van muziektheater.

## Loopbaan
Als tiener was Bauckholt medewerker aan het Theater am Markt (TAM) in haar geboortestad. Van 1978 tot 1984 studeerde ze bij de Argentijns-Duitse componist Mauricio Kagel. In 1985 richtte ze, samen met Caspar Johannes Walter, Erik Oña, María Cecilia Villanueva, Mariano Etkin en Manos Tsangaris muziekuitgeverij Thiemchen Verlag op. Daaraan verbonden is het Thiemchen Ensemble, waaraan ze sinds 1991 ook meewerkt. Ze zou in de late jaren tachtig en de jaren negentig snel naam maken als schepper van modern muziektheater. Ze zou regelmatig Duitsland vertegenwoordigen op de Wereldmuziekdagen van de International Society for Contemporary Music. Sinds 2015 is ze docente compositie aan de Anton Bruckner Privatuniversität in Linz, met als specialisatie modern muziektheater.
Kagels postmoderne werk, waarin muziek altijd gepaard gaat met theater en performance, was van grote invloed op Bauckholt. Net als bij hem is de theatrale kant vaak sterk aanwezig. Niettemin heeft ze ook absolute muziek geschreven. In tegenstelling tot veel van haar tijdgenoten, die weer toegankelijker en melodischer componeren, hanteert Bauckholt een uitgesproken avantgardistisch idioom. Ze maakt graag gebruik van ruisklanken, die vaak elektronisch of met niet-muzikale voorwerpen worden gemaakt.

## Werk
- grave (1982)
- Der gefaltete Blick (1984)
- Das klagende Leid (1985)
- Polizeitrieb (1985)
- Die faule Vernunft (1986/87)
- Hornduo (1986/87)
- zwei Trichter (1987/88)
- Trio (1988/89)
- erinnern vergessen (1989)
- 3 Sätze für Blechbläserquintett (1989)
- Schraubdichtung (1989/90)
- langsamer als ich dachte (1990)
- mehr oder weniger (1991)
- In gewohnter Umgebung I (1991)
- offen und beweglich (1992)
- Geräusche (1992)
- Zopf (1992/94)
- Maulwurf (1993)
- Luftwurzeln (1993)
- Klarinettentrio (1993)
- Streichtrio (1994)
- Pumpe (1994)
- vertraute Rätsel (1995/96)
- Doina (1996)
- Kurbel und Wolke (1997)
- Stachel der Empfindlichkeit (1997/98)
- nein allein (1999/2000)
- Nestwärme (2000)
- Atempause (2000/01)
- streicheln (2001)
- Die Alte (2001)
- Emil (2001)
- Hubschrauber (2001/2002)
- Cellotrio (2002)
- Geräuschtöne (2002)
- Kugel (2002/03)
- Reibeklänge (2004)
- Reibung & Verschleiß (2004)
- nachts – drei Frauenstimmen im Taxi (2004) (deel van het muziektheaterwerk "Großstadt nachts")
- Vollmond, unter null (2004)
- Gegenwind (2004)
- Reibung&Verschleiß (2004)
- Reibeklänge (2004)
- blinder Fleck (2005/06)
- hellhörig (2004–2007)
- Instinkt (2007)
- Vormittagsspuk (2008)
- Mensch und Tier (2008/2009)
- Myzel (2009)
- Liebeslied (2010)
- Schlammflocke (2010)
- Emil will nicht schlafen … (2010)
- Hirn & Ei (2010/2011)
- ohne worte (2011)
- Lichtung (2011)
- Laufwerk (2011)
- ohne worte zwei (2011)
- Humus (2011)
- Zugvögel (2011/2012)
- Schlammflocke II (2012)
- Kohle, Kreide (2012)
- Stroh (2012/2013)
- Sog (2012/2013)
- Brunnen (2013)
- Der aufgefaltete Raum (2014/2015)
- The Vacuum Pack (2014/2015)
- Im Auge des Klangs (2017/18)
- ... mich wundert, das ich so frelich bin! (2019)
- Implicit Knowledge (2019/2020)
- Pacific Time (2022)

- Bibsys: 15006643
- Bibliothèque nationale de France: cb162360054 (data)
- CiNii: DA13540838
- Gemeinsame Normdatei: 124680070
- International Standard Name Identifier: 0000 0003 8541 0086
- Library of Congress Control Number: n93043536
- MusicBrainz: 7b5377a2-13fc-437a-b0dd-79a6f9fa19e6
- Nationale Bibliotheek van Tsjechië: osd2014814557
- Nationale Bibliotheek van Israël: 987007318559005171
- Nationale Bibliotheek van Polen: a0000002589218
- Système universitaire de documentation: 158199065
- Union List of Artist Names: 500386112
- Virtual International Authority File: 190316903
- WorldCat: E39PBJhRJym3dvR44BDBXM8V4q